# Pitești
Pitești [piˈteʃtʲ], deutsch veraltet Pitesk, ist eine Stadt im Kreis Argeș in der historischen Landschaft Große Walachei in Rumänien. Sie ist etwa 120 Kilometer in westlicher Richtung von Bukarest entfernt. Durch Pitești fließt der Fluss Argeș.

## Geschichte
Zur Zeit des Römischen Reiches lag das Gebiet der heutigen Stadt in der römischen Provinz Moesia inferior (Niedermösien); aus dieser Zeit stammen zahlreiche archäologische Funde. Pitești selbst wurde am 20. Mai 1388 unter der Herrschaft des walachischen Fürsten Mircea cel Bătrân erstmals urkundlich erwähnt. Damit gehört der Ort neben Câmpulung, Curtea de Argeș, Brăila und Slatina zu den ältesten Siedlungen der Walachei. 1510 ist er als Stadt bezeugt. Von 1512 bis 1521 errichtete Neagoe Basarab hier eine Fürstenresidenz. Trotzdem entwickelte sich Pitești zunächst nur langsam. 1714 begann hier der Gewaltritt Karls XII. von Pitești nach Stralsund, mit dem Karl XII wieder auf schwedisch kontrolliertes Gebiet gelangte, nachdem er die Schlacht bei Poltawa gegen Russland verloren hatte. 1780 hatte die Stadt etwa 1250 Einwohner in 250 Häusern. In der zweiten Hälfte des 19. Jahrhunderts setzte eine industrielle Entwicklung ein, die durch die Vereinigung der Walachei und der Moldau mit Rumänien 1859 und durch die Anbindung an das Eisenbahnnetz 1872 befördert wurde.
Unter der Herrschaft des kommunistischen Diktators Gheorghe Gheorghiu-Dej wurden von 1949 bis 1951 Gefangene durch den Geheimdienst Securitate in Pitești gezwungen, einander zu foltern, zu töten oder zu Kommunisten zu erziehen. Dies wurde als „Pitești-Experiment“ bekannt.

## Bevölkerung
1824 lebten in Pitești etwa 5000, 1859 ca. 7000 Bewohner. 1930 wurden 19.532 Bewohner registriert, darunter ca. 17.200 Rumänen, 500 Ungarn, 400 Roma und 250 Deutsche. Bei der Volkszählung 2002 bezeichneten sich von den 168.458 Bewohnern ca. 167.000 als Rumänen, 800 als Roma und 150 als Ungarn.
2011 wurden 155.383 Menschen registriert, davon waren 145.870 Rumänen, 834 Roma, 100 Ungarn, 42 Türken, 39 Deutsche, 37 Griechen, 35 Italiener, 33 Armenier, je 13 Lipowaner, Serben und Juden, je 6 Tschangos und Chinesen, 5 Mazedonier, 4 Ukrainer und 8333 andere oder ohne ethnische Angaben.

## Wirtschaft
In Pitești befindet sich ein großes Werk des zum Renault-Konzern gehörigen Automobilherstellers Automobile Dacia und je ein Werk der Automobilzulieferer Dräxlmaier und Leoni. Südlich der Stadt liegt die Erdölraffinerie Arpechim, die zum Erdölkonzern Petrom gehört.

## Verkehr
Pitești verfügt über Bahnverbindungen nach Bukarest, Roșiorii de Vede, Craiova, Curtea de Argeș und Câmpulung. Es verkehren regelmäßig Busse in nahezu allen größeren Städte des Landes. Durch die Stadt führt der Drum național 7, an welchem die DN65 und DN73 enden. Pitești ist bisher Endpunkt der von Bukarest führenden rumänischen Autobahn 1. Diese entspricht hier den Europastraßen 70 und 81.

## Sport
Der Fußballklub FC Argeș Pitești war in den 1970er Jahren zweimal Rumänischer Fußballmeister.

## Sehenswürdigkeiten
- Kloster Trivale (15. Jahrhundert)
- Kirche Sfântul Nicolae
- Kirche Sfântul Gheorghe
- Kunstgalerie
- Kreismuseum
- Ein weiteres markantes Bauwerk ist der 280 Meter hohe Kamin des nie vollendeten Kraftwerks CET Sud II.[10]

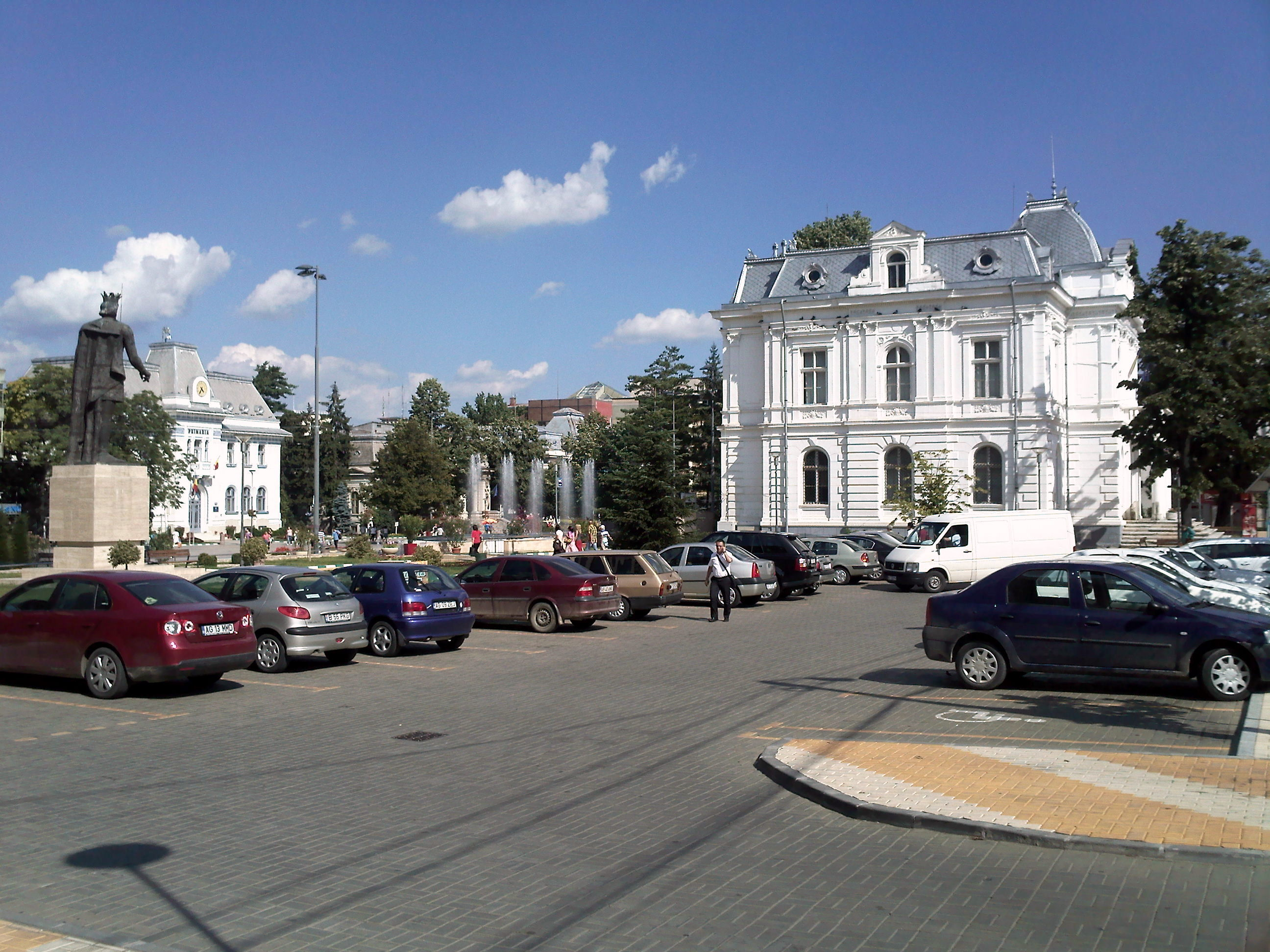
Kunstgalerie
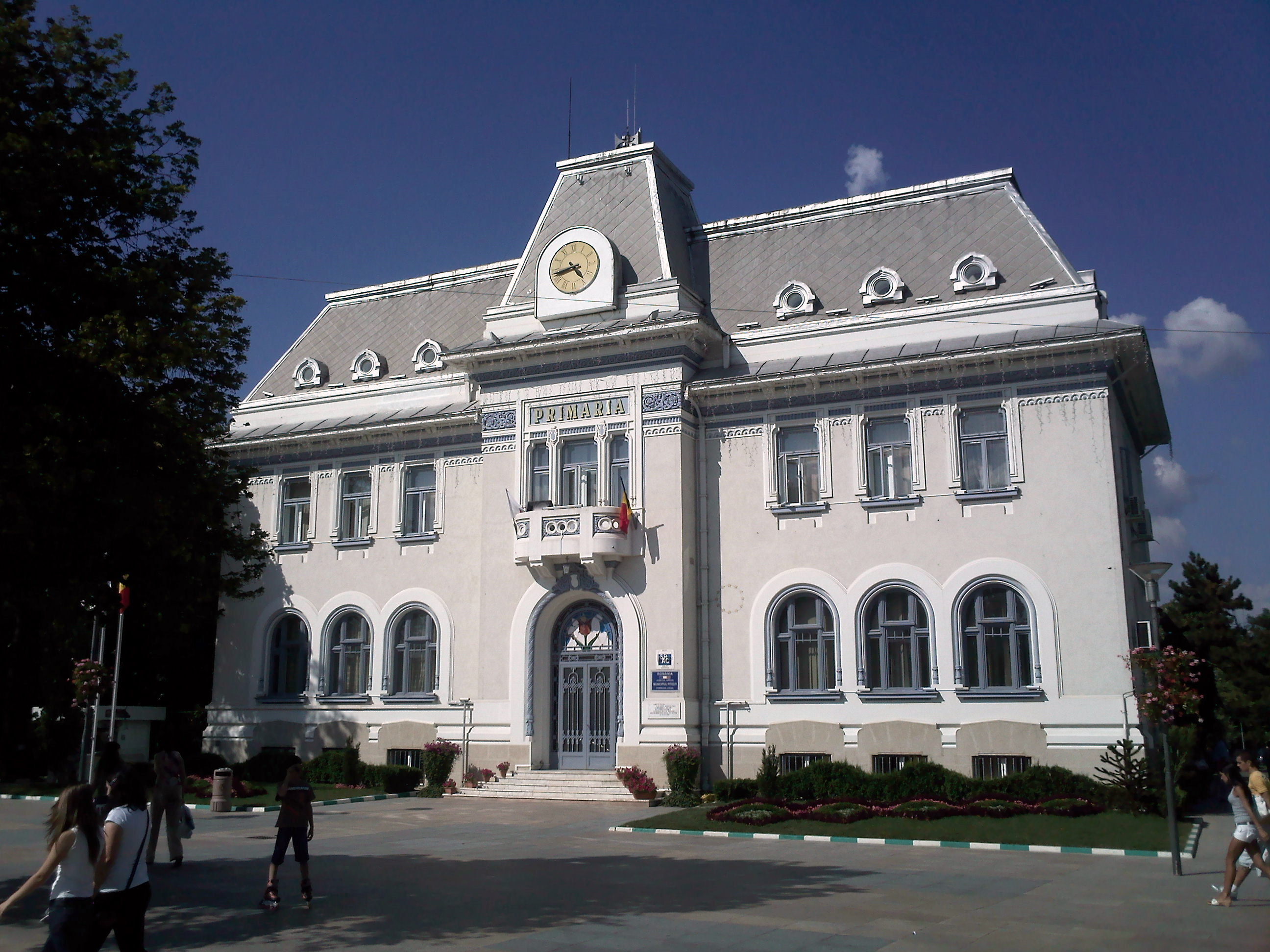
Rathaus
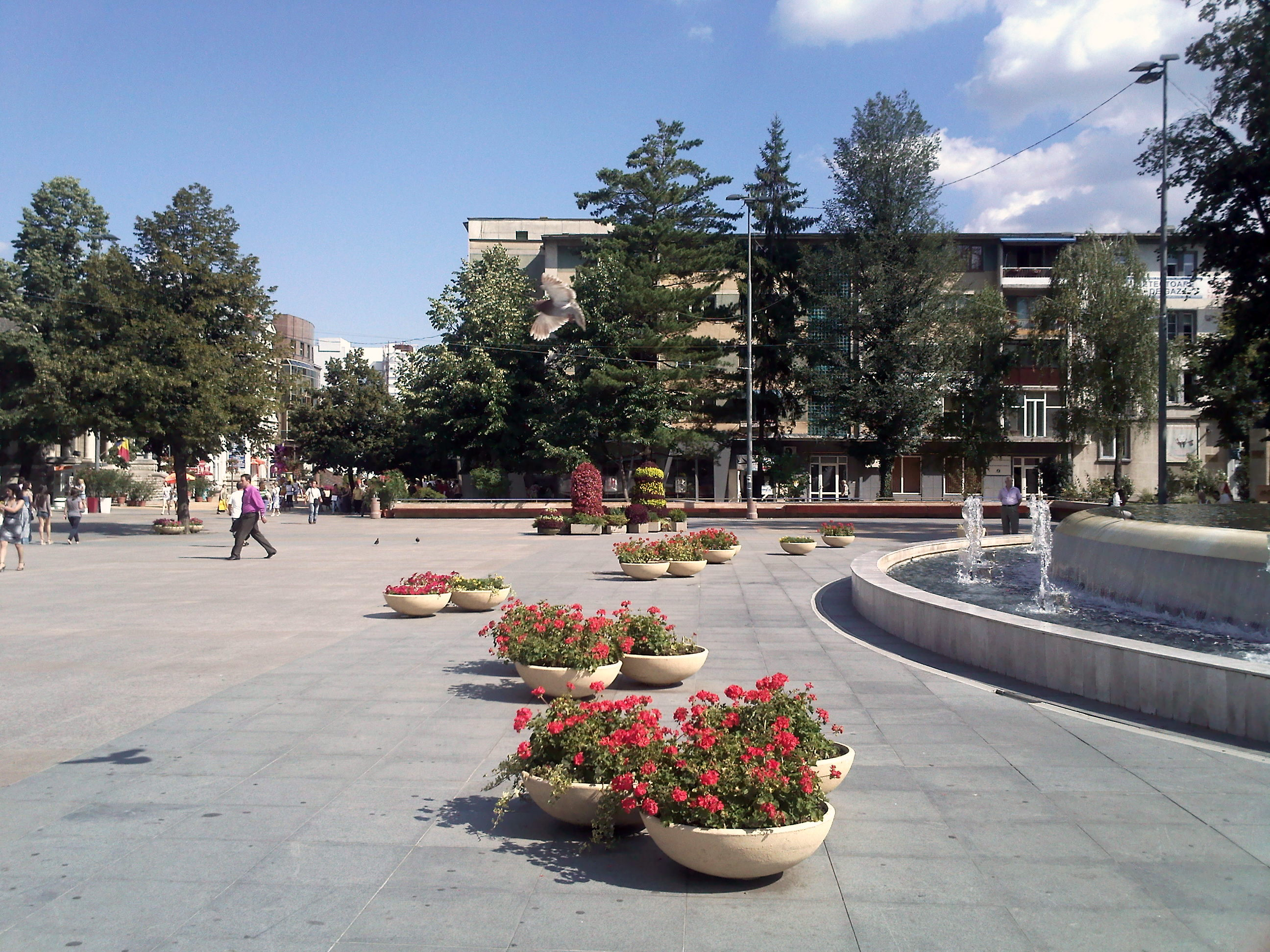
Rathausplatz
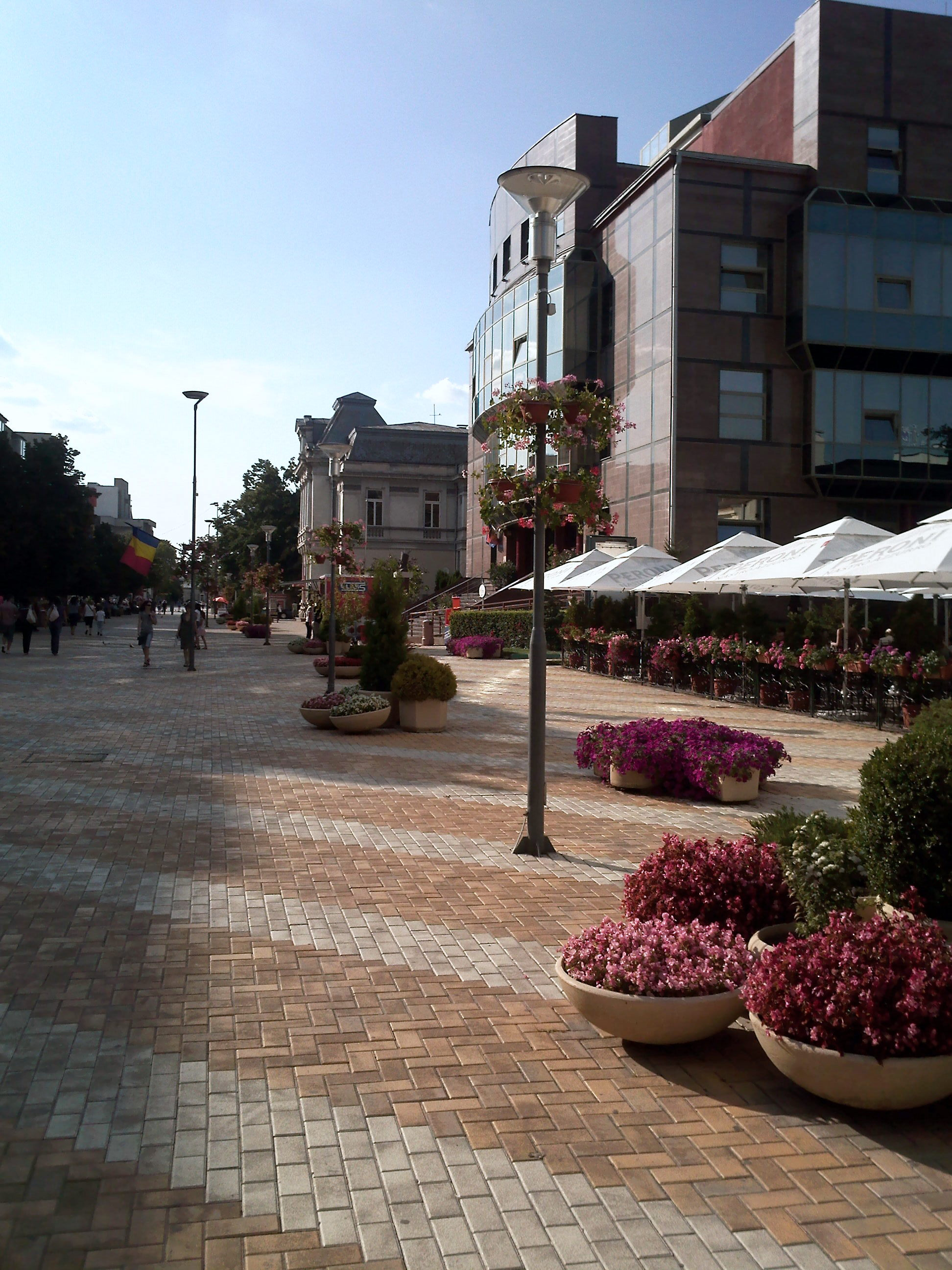
Victoria-Straße, Fußgängerzone seit 2008
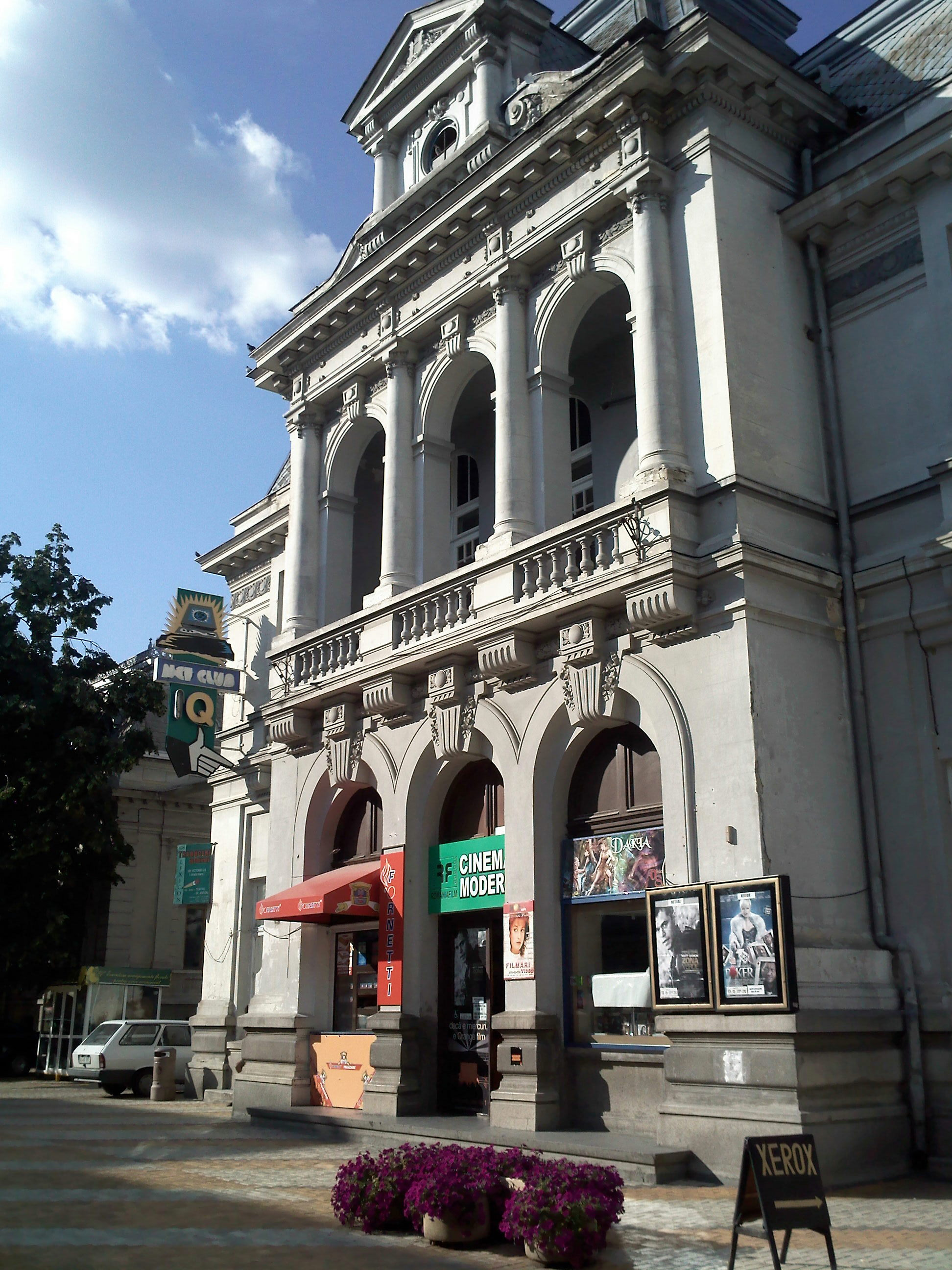
Kino „Modern“
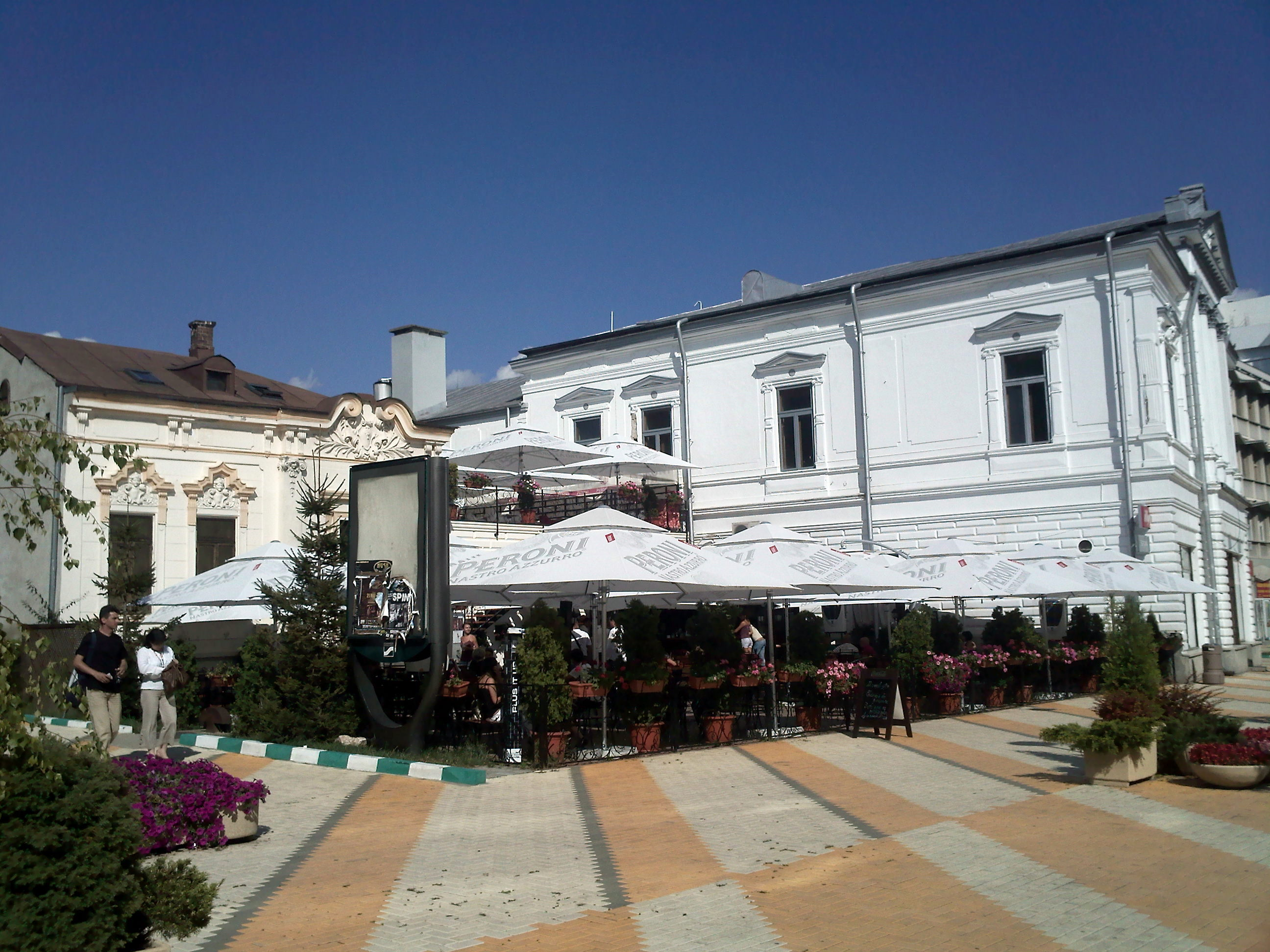
Victoria-Straße
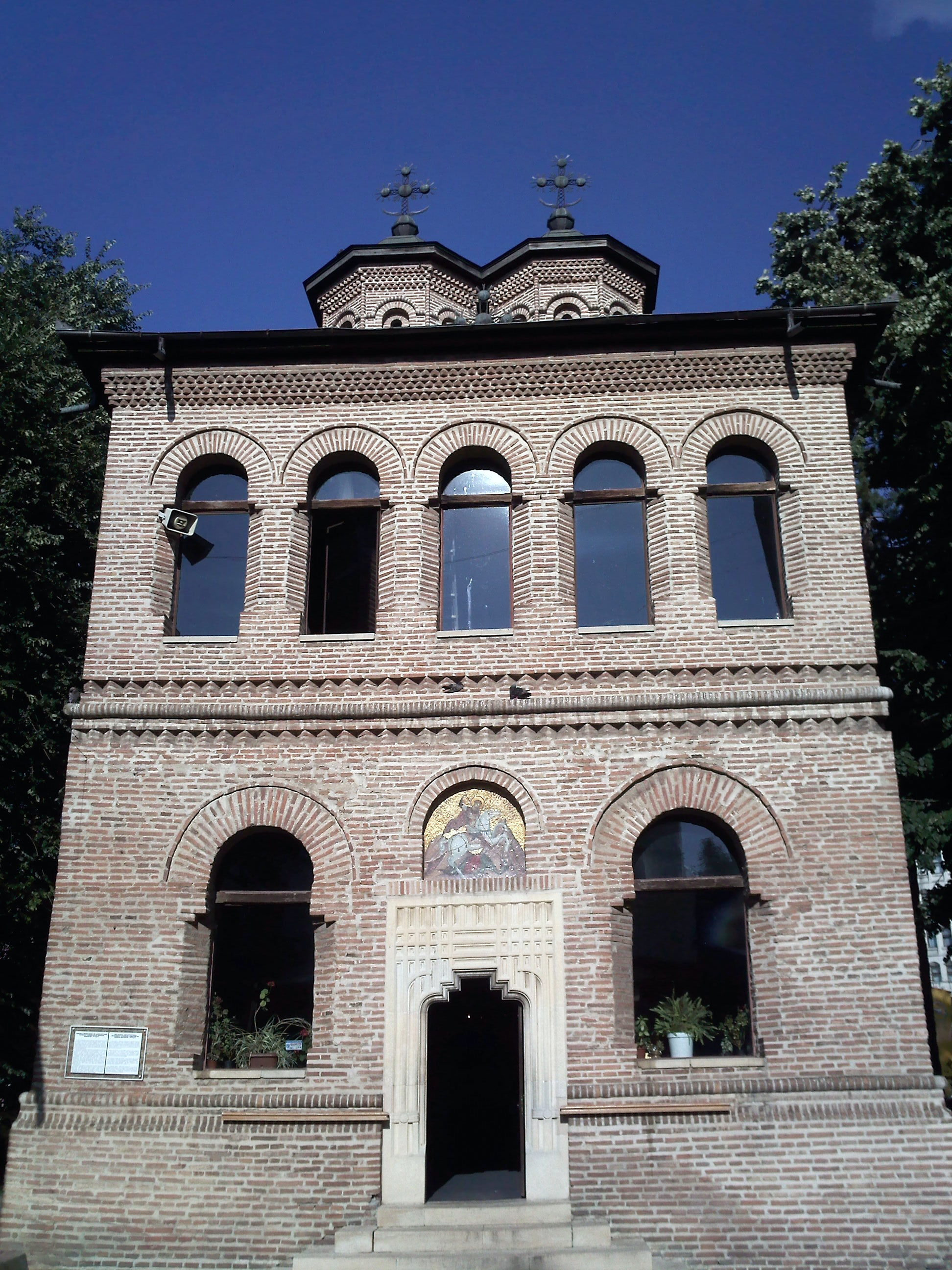
St.-Georgs-Kathedrale
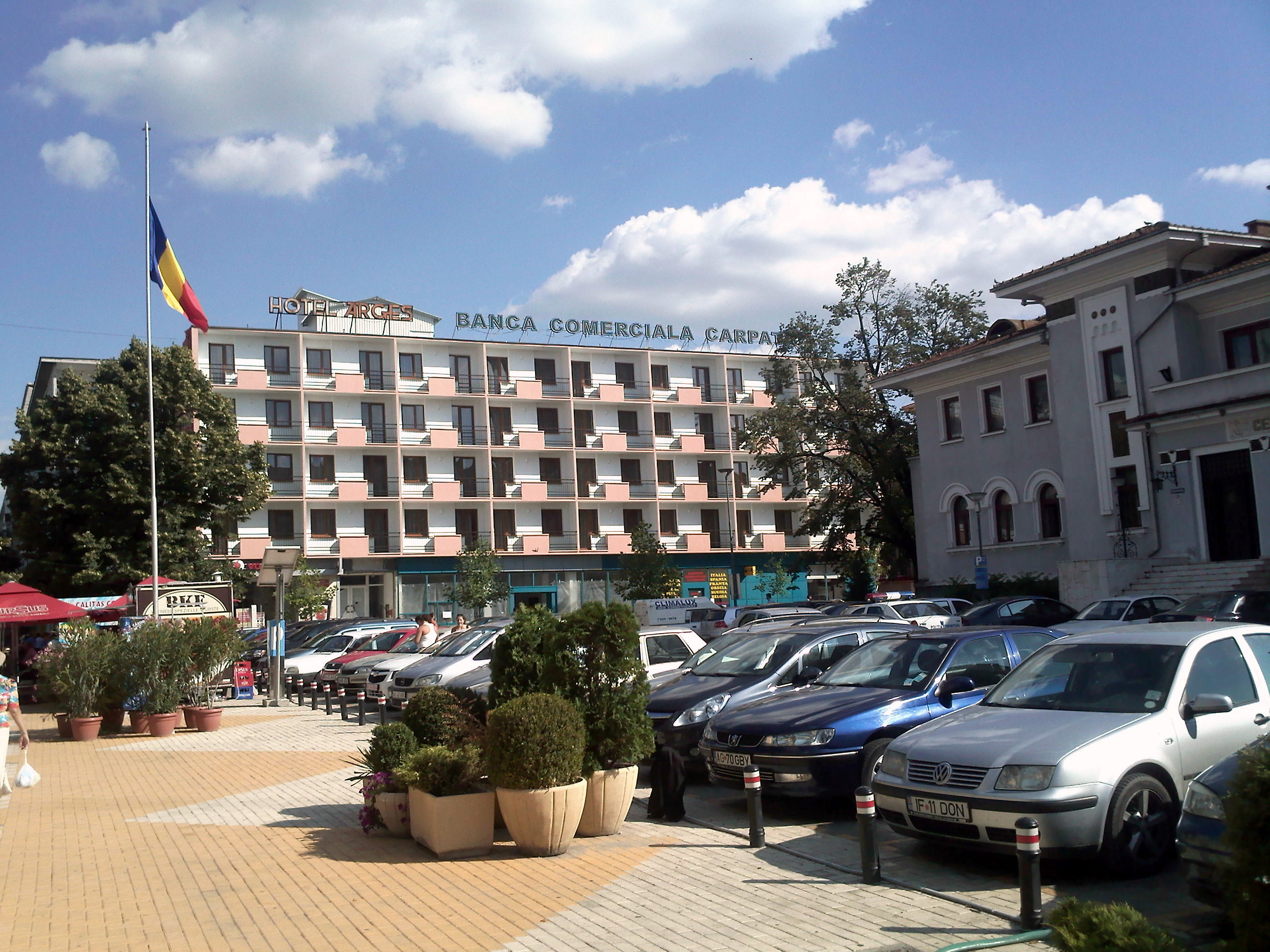
Muntenia-Platz
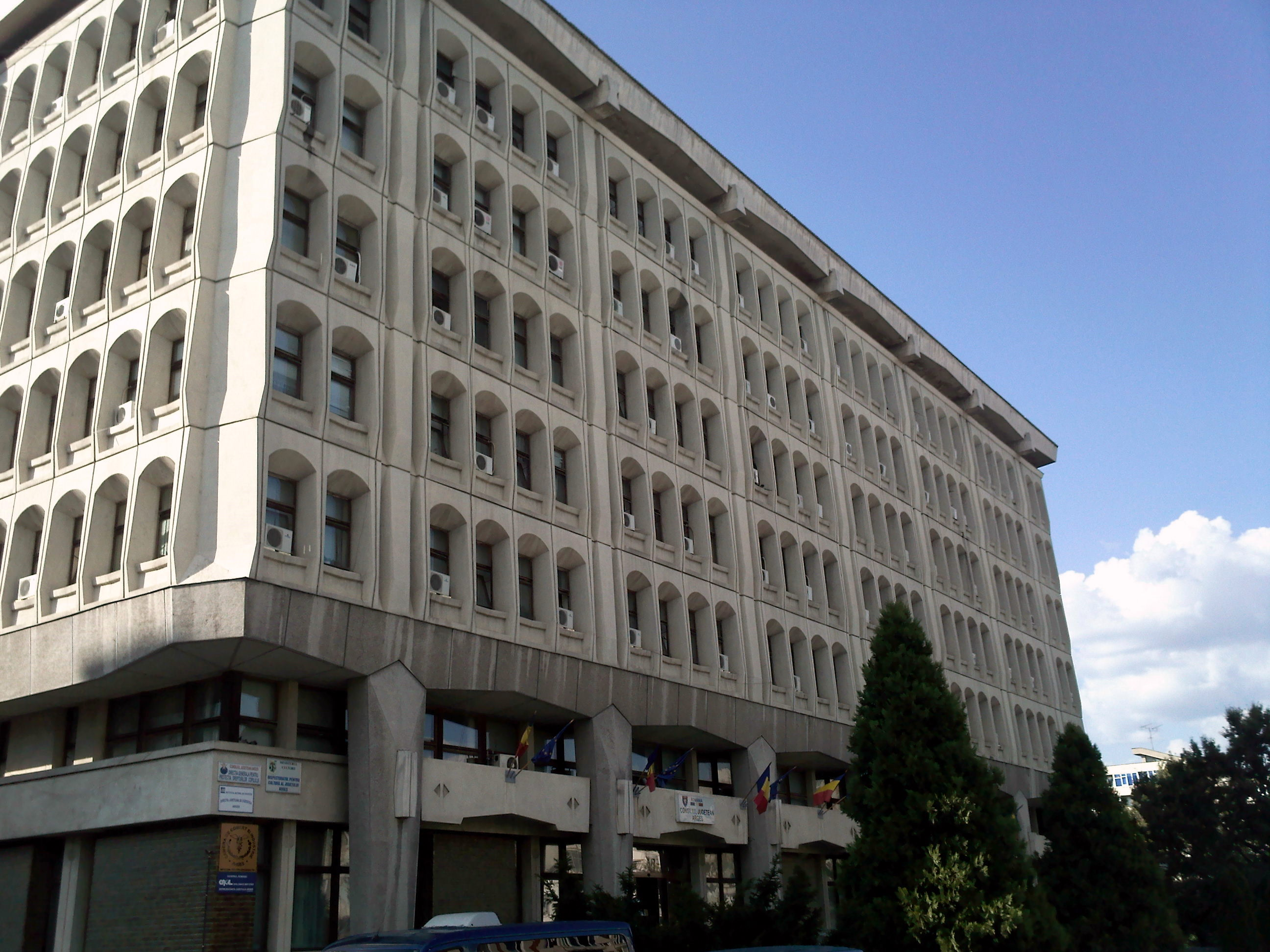
Präfekturgebäude
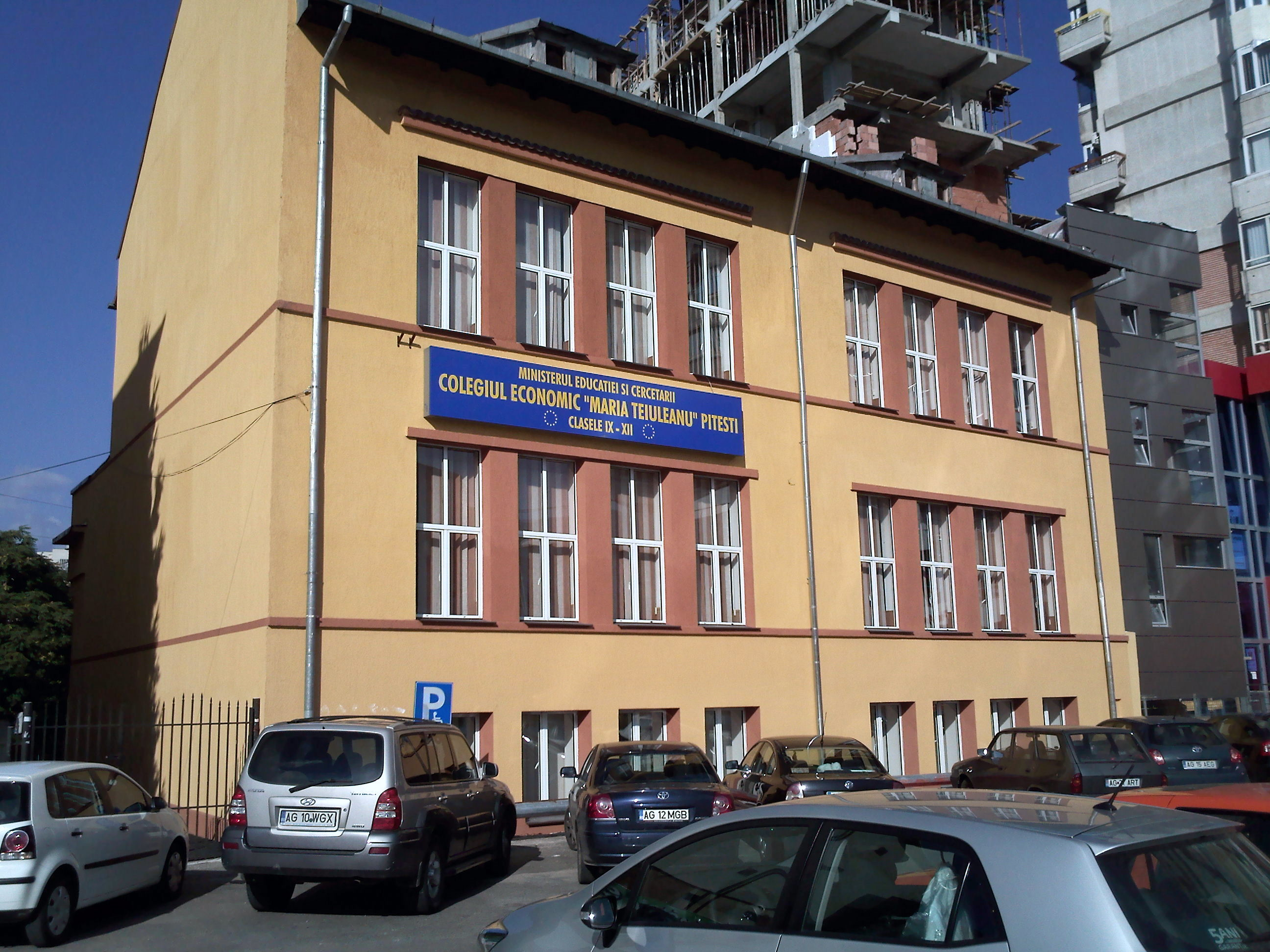
Wirtschaftshochschule
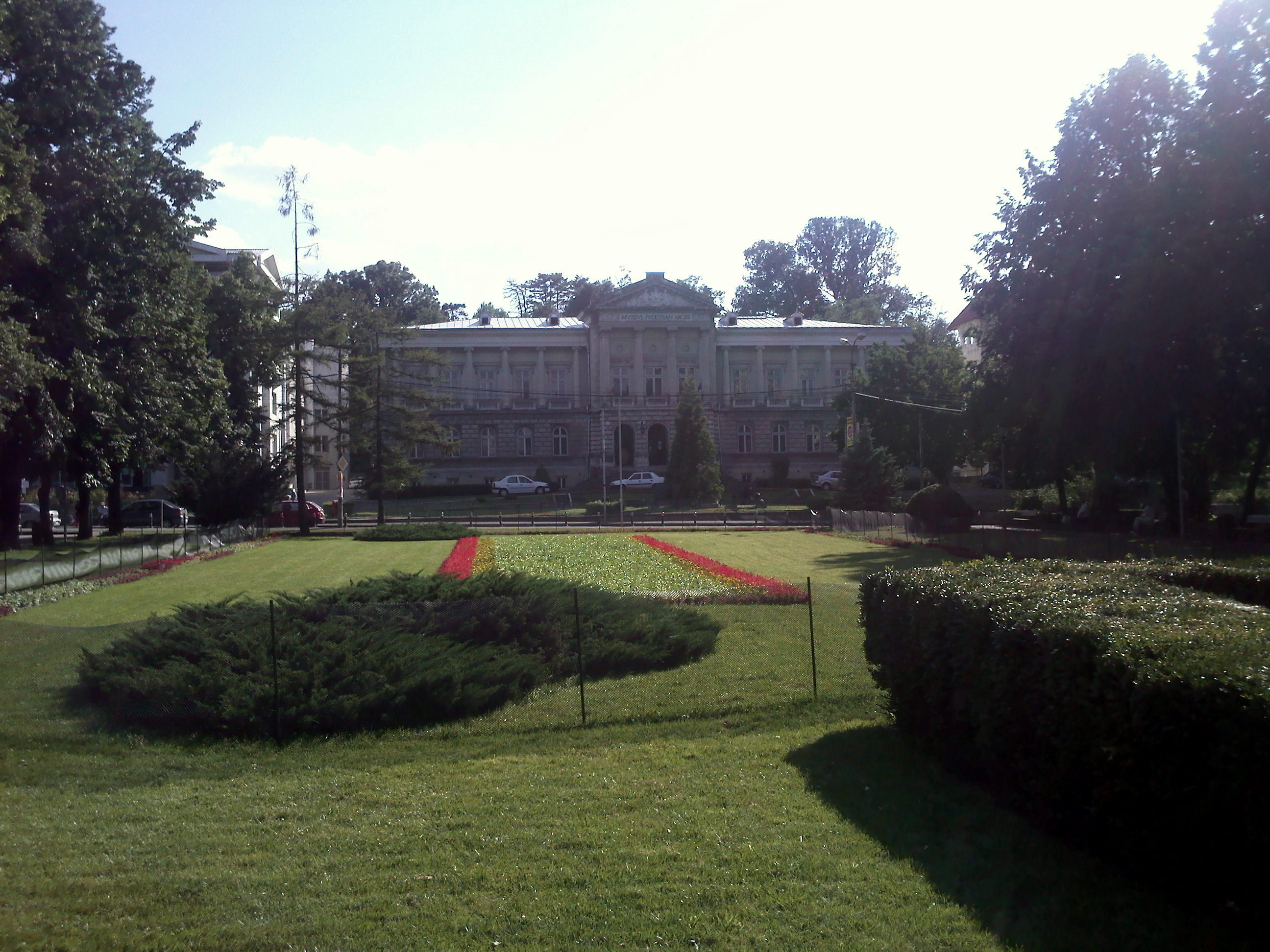
Park mit Stadtmuseum
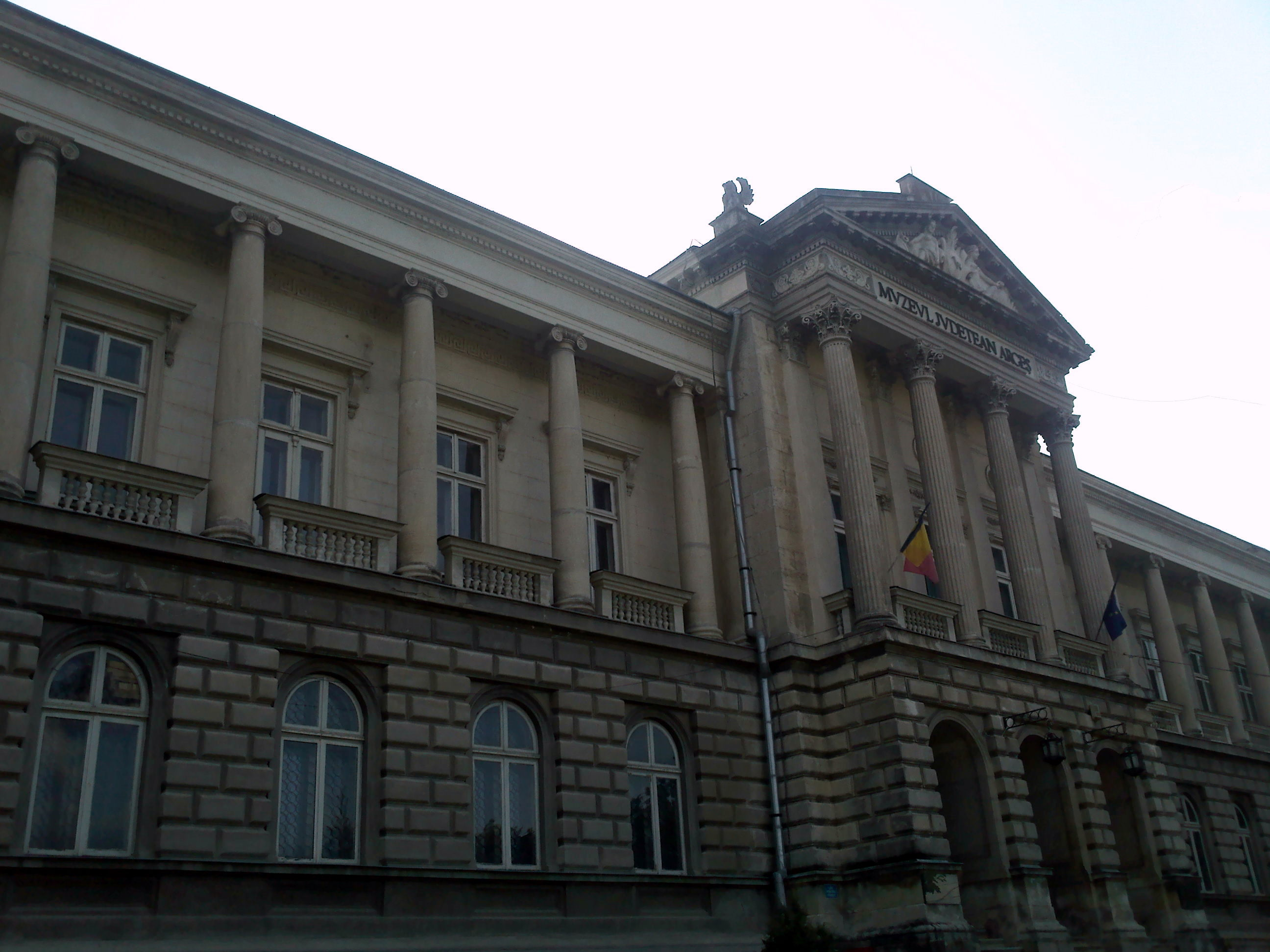
Stadtmuseum

## Persönlichkeiten
- Dimitrie Brătianu (1818–1892), Ministerpräsident (1881)
- Ion C. Brătianu (1821–1891), Ministerpräsident (1876–1888)
- Ion Antonescu (1882–1946), Ministerpräsident (1940–1944), Marschall und Generalstabschef des Heeres
- Josef Juncker (1889–1938), Rechts- und Kirchenhistoriker
- Armand Călinescu (1893–1939), Ministerpräsident (1939)
- Fini Pfannes (1894–1967), rumänisch-deutsche Unternehmerin
- Gheorghe Benția (1897–?), Rugbyspieler
- Nicolae Brânzeu (1907–1983), Komponist und Dirigent
- Sebastian Papaiani (1936–2016), Schauspieler
- Nicolae Dobrin (1947–2007), Fußballspieler
- Mihai Zamfir (* 1955), Fußballspieler
- Constantin Stancu (* 1956), Fußballspieler
- Ilie Bărbulescu (1957–2020), Fußballspieler und -trainer
- Iulian Păcioianu (* 1970), Bobfahrer
- Ruxandra Dragomir Ilie (* 1972), Tennisspielerin und Sportfunktionärin
- Joana Cotar (* 1973), Politikerin
- Dan Adrian Bălănescu (* 1974), Diplomat
- Adrian Neaga (* 1979), Fußballspieler
- Nicolae Dică (* 1980), Fußballspieler und Trainer
- Andrei Mărgăritescu (* 1980), Fußballspieler
- Adrian Dragoș Iordache (* 1981), Fußballspieler
- Cătălin Popa (* 1981), Fußballschiedsrichter
- Marian Oprea (* 1982), Dreispringer
- Smiley (* 1983), bürgerlich Andrei Tiberiu Maria, Sänger[11]
- Adina Anton (* 1984), Weitspringerin
- Adrian Ungur (* 1985), Tennisspieler
- Bogdan Stancu (* 1987), Fußballspieler
- Cristian Tănase (* 1987), Fußballspieler
- Gabriel Enache (* 1990), Fußballspieler
- Virgil Ghiță (* 1998), Fußballspieler
- Bogdan Pavel (* 1999), Tennisspieler